# Affaire Romand
Pour les articles homonymes, voir Romand.
L'affaire Romand est une affaire criminelle française. Elle implique Jean-Claude Romand, tueur à la chaîne et imposteur, qui a menti à ses proches pendant dix-huit ans en se prétendant médecin et chercheur, alors qu'il n'avait aucune activité, avant de les assassiner.
Le 9 janvier 1993, alors qu'il est à court de ressources financières et que son épouse ainsi que ses parents ont sans doute découvert une vérité indicible, il tue son épouse, ainsi que leurs deux enfants, avant d'aller assassiner ses parents et leur chien. Après ce quintuple assassinat, il tentera également d'assassiner son ancienne maîtresse, avant de tenter vainement de se suicider en incendiant sa maison familiale.
De lourds soupçons pèsent également sur lui au sujet de la chute mortelle dans un escalier, le 23 octobre 1988, de Pierre Crolet, son beau-père à qui il devait de l'argent. Jean-Claude Romand est le seul témoin du présumé accident. Il est également soupçonné en lien avec le décès du bailleur de l'habitation qu'il louait. Venu nettoyer une caravane laissée sur le terrain de ladite habitation, le bailleur périt dans l'incendie de la caravane. Aucune investigation n’a été menée quant à cette mort. 
Romand est condamné en 1996 à la réclusion criminelle à perpétuité pour les cinq meurtres de 1993. En détention, il restaure des documents audio pour l'INA et y forme ses codétenus, en plus de passer un diplôme d'informatique (bac+4) à distance avec le CNAM.
À partir du 27 juin 2019, il est libéré sous conditions, en situation de semi-liberté, sous surveillance, à l'abbaye de Fontgombault (Indre), jusqu'à l'année 2022,,.
À partir de 2022, il est définitivement libéré, quitte l'abbaye et vit dans un village de l'Indre, avec différentes obligations et interdictions.

## Biographie
Fils unique d'Aimé Romand, un régisseur-forestier et fermier jurassien, et d'Anne-Marie, mère au foyer, Jean-Claude Romand naît le 11 février 1954 à Lons-le-Saunier.
Il passe avec succès le baccalauréat en 1971 avec un an d'avance. Il entame l'année préparatoire au concours des Eaux et forêts dans le lycée du Parc à Lyon, mais abandonne après quelques semaines à la suite d'un supposé bizutage qu'il ne supporte pas. Il reprend l'année suivante, en 1972, des études de médecine, toujours à Lyon, mais ne dépasse pas le stade de la deuxième année. Il ne s’est pas présenté à l’examen pour des raisons inconnues, mais fait croire à ses proches qu'il réussit avec succès tous les ans. La supercherie fonctionne. Il continue d'assister aux cours les premières années, se montre pour les examens dans le hall d'entrée, n'entre pas, et à la sortie, affirme avoir décroché le diplôme de médecine. En réalité, il se réinscrit douze fois (de 1975 à 1986) en seconde année de médecine et s'invente un cancer pour justifier qu'il n'est plus en cours, auprès de ses parents et sa femme. En 1980, il a épousé Florence Crolet, pharmacienne qui effectue des remplacements à l’officine locale. Ils ont une fille, Caroline, puis un fils, Antoine. Ils habitent une location située route Bellevue, à Prévessin-Moëns dans l'Ain.

### Plongée dans le mensonge
Sans travail, Romand berne sa famille et ses amis durant des années en se disant médecin et chercheur à l'INSERM puis à l'Organisation mondiale de la santé (OMS), à Genève. Exemple paroxystique de mythomanie, il parvient à donner le change en lisant des ouvrages spécialisés pendant ses heures de désœuvrement. Convié avec son épouse à un dîner chez un ami médecin, Romand se retrouve à discuter avec un autre convive, cardiologue de profession, sur des sujets médicaux assez spécialisés. À la fin de la soirée, après le départ du couple, le praticien aurait parlé de Jean-Claude Romand à son hôte en ces termes : « À côté de gens comme lui, on se sent tout petit. »
Il vit des sommes d'argent qu'il a escroquées au fil des ans dans son cercle de relations (parents, beaux-parents, maîtresse) sous prétexte de placements en Suisse — il est allé jusqu'à vendre à prix d'or de faux médicaments contre le cancer — et rembourse les uns avec les sommes empruntées aux autres, selon le principe dit de cavalerie. Alors qu'il prétendait assister à des congrès internationaux de médecine au Japon et aux États-Unis, il passe des journées entières sur des parkings d'autoroute, près du lac Léman.

## Faits et enquête
Le samedi 9 janvier 1993 dans la chambre conjugale, Jean-Claude Romand tue son épouse Florence à l'aide d'un rouleau à pâtisserie, puis, dans leur chambre, Caroline, âgée de sept ans, et Antoine, cinq ans, par des balles de carabine .22 Long Rifle équipée d'un silencieux, tirées à l’arrière du crâne,,,. Après la tuerie, il range la maison, relève le courrier, sort en ville acheter des journaux, puis regarde la télévision.
Le jour même, après avoir déjeuné chez ses parents, dans leur maison de Clairvaux-les-Lacs dans le Jura, il les tue, ainsi que leur chien labrador, toujours avec sa carabine et de dos. Il reprend sa voiture pour aller à Paris et passer la soirée avec son ancienne maîtresse, Chantal Delalande ; il a promis de l'emmener dîner chez son prétendu ami Bernard Kouchner, près de la forêt de Fontainebleau. Il feint de ne pas retrouver le chemin, s'arrête dans une clairière de la forêt et tente de la tuer en l'aspergeant de gaz lacrymogène et en l'étranglant, mais devant ses supplications, il l'épargne et la ramène chez elle. Enfin il rentre chez lui après lui avoir fait promettre de ne rien dire à personne, prétextant souffrir d'une tumeur cérébrale qui affecte son comportement.
Dans la soirée de ce même samedi, vers 22 heures, il asperge d'essence le grenier, les lits de ses enfants et le corps de son épouse. Après s'être mis en pyjama et avoir avalé des barbituriques périmés depuis dix ans, il allume l'incendie à quatre heures du matin. Le feu éclate à l'heure où passent les éboueurs, ce qui permet aux pompiers de le sauver. Les pompiers retrouvent les corps des enfants et de leur mère à l'étage dans leurs chambres respectives, imbibés d'essence,.
Puis, dans la chambre du couple, Romand est retrouvé inconscient. Alors qu'il est transporté à l'hôpital de Genève, il est victime d'une erreur médicale et se retrouve plongé dans un coma profond. Les gendarmes découvrent dans sa BMW de location un message manuscrit : « Un banal accident et une injustice peuvent provoquer la folie. Pardon. »
L'enquête montre rapidement que Jean-Claude Romand n'est pas l'homme que décrivent ses proches.
Il semble qu'au moment des faits, ses proches étaient sur le point de découvrir la vérité à son sujet, sa femme ne comprenant pas qu'elle ne puisse pas l'appeler directement dans son bureau de l'OMS, et un ami ayant découvert que son nom ne figurait pas sur la liste des fonctionnaires de l'organisation. De plus, quelques semaines à peine avant, fin 1992, à l'occasion d'un dîner organisé chez Romand par sa femme, cette dernière sollicita avec insistance et en catimini un de ses plus vieux amis, lequel ne comprit qu'a posteriori cette attitude inattendue. Et fin décembre 1992, une source sûre rapporte que son père savait exactement ce que son fils avait fait de sa confiance qu'il lui avait donnée pour la gestion de son patrimoine.  
Par ailleurs, quelques années auparavant, Jean-Claude Romand est le seul témoin de la mort de son beau-père, Pierre Crolet, le 23 octobre 1988. Pierre Crolet fait une chute mortelle dans l'escalier de sa maison, quelques jours après avoir demandé le remboursement d'une partie de son placement financier. Lorsque les secouristes arrivent sur les lieux, ils affirmeront l'avoir entendu balbutier : « Jean-Claude m'a, Jean-Claude m'a.. », avant que ce dernier ne s'interpose pour poser un masque à oxygène sur le visage de son beau-père. Pierre Crolet décédera des suites de ses blessures quelques jours plus tard sans s'être réveillé. La justice s'en tenant à la thèse de l'accident, Romand n'est pas poursuivi. Ce dernier prend en charge les funérailles de son beau-père et lance même une levée de fonds. Il détournera par la suite la totalité des dons. Jean-Claude Romand a toujours assuré qu'il n'était pas responsable de la mort de Pierre Crolet.

## Procès et condamnation
À l'issue d'un procès à Bourg-en-Bresse où il reste quasi muet quant aux faits, et ne laisse pas comprendre ses motivations pour s'inventer de toutes pièces une autre vie, Jean-Claude Romand est condamné le 2 juillet 1996 à la réclusion criminelle à perpétuité assortie d'une période de sûreté de vingt-deux ans. Il purge sa peine à la maison centrale de Saint-Maur, dans la banlieue de Châteauroux (Indre),. En détention, il soigne ses codétenus et restaure des documents pour l’Institut national de l'audiovisuel,.

## Libération conditionnelle en Abbaye (2019)
Libérable depuis janvier 2015 et après vingt-deux ans de prison, il demande sa remise en liberté conditionnelle en septembre 2018,. Cette première demande de remise en liberté est rejetée en février 2019 car « les éléments du projet présenté et de sa personnalité ne permettent pas d'assurer un juste équilibre entre le respect des intérêts de la société, des droits des victimes et de la réinsertion du condamné ». Finalement, le 25 avril 2019, la cour d'appel de Bourges accepte la mise en liberté conditionnelle de Jean-Claude Romand, 65 ans, qui a lieu le 28 juin 2019.
Selon plusieurs visiteurs de prison catholiques, Jean-Claude Romand y aurait vécu une conversion religieuse. Le 25 avril 2019, après 26 ans de détention, il obtient une liberté conditionnelle et est libérable avant le 28 juin sous surveillance, avec obligation du port du bracelet électronique durant deux ans. Il a également l'interdiction de s'exprimer sur ses crimes. Une décision qui révolte son ancien beau-frère, Emmanuel Crolet : « Je suis abattu, aigri et en colère contre Jean-Claude Romand qui n'assume pas ses responsabilités. Pour lui c'est gagné, il n'aura jamais à s'expliquer pour ce geste ». Cette libération est aussi soumise pour une durée de dix ans à des mesures d'assistance et de contrôle  », selon le communiqué de Marie-Christine Tarrare, procureur général de Bourges. Il devra à l'issue de la période probatoire s'établir «  en un lieu autorisé par l'autorité judiciaire  », s'abstenir d'entrer en relation avec les victimes et les parties civiles et aura interdiction de se rendre dans les régions Île-de-France, Bourgogne-Franche-Comté et Auvergne-Rhône-Alpes. Il est hébergé par les moines bénédictins de l’abbaye Notre-Dame de Fontgombault dans l’Indre, jusqu’en juin 2021, fin de sa période de probation.

## Libération définitive en 2022
Depuis 2022, il est complètement libre, et il quitte l'abbaye pour un village de la même région. Il vit depuis discrètement dans son village et doit prévenir tout changement de résidence, ou déplacement de plus de quinze jours, auprès d'un juge de l’application des peines, qui peut aussi le convoquer. Il lui est également interdit d'entrer en contact avec les victimes, d'apparaître dans les médias comme de paraître dans les régions d'Auvergne-Rhône Alpes, d'Île-de-France ou de Bourgogne Franche-Comté.
Son travail de restauration de bandes pour l'INA lors de sa détention lui permettrait une retraite de 833 euros mensuels. En complément, même définitivement libre, il a toujours l'obligation de payer les dommages et intérêts aux parties civiles.

### Filmographie
- 2001 : L'Emploi du temps de Laurent Cantet, avec Aurélien Recoing, est une adaptation très libre du fait divers, dont il ne reprend que le thème de l'imposture, laissant de côté la dimension criminelle de l'affaire.
- 2002 : L'Adversaire de Nicole Garcia, avec Daniel Auteuil dans le rôle principal, est une adaptation assez fidèle du récit d'Emmanuel Carrère[37].
- 2002 : La vida de nadie (littéralement traduit par La Vie de personne), film espagnol d'Eduard Cortés, s'inspire également de l'histoire de Jean-Claude Romand.

### Documentaires
- Le roman d'un menteur de Gilles Cayatte et Catherine Erhel, 1999, durée : 81 minutes, témoignages de personnes ayant connu et côtoyé Jean-Claude Romand.
- « Jean-Claude Romand, le menteur » dans Faites entrer l'accusé, présenté par Christophe Hondelatte le 3 décembre 2006 sur France 2.
- « Affaire Jean-Claude Romand, mensonges à mort » dans Au bout de l'enquête, la fin du crime parfait ? le 11 novembre 2023 sur France 2[38].

### Séries télévisées
- Dans la série New York, section criminelle (Law and Order: Criminal Intent), l'épisode 1x16 (« Phantom » ou en français « L'homme qui n'existait plus ») s'inspire de ce fait divers en racontant l'histoire d'un homme mentant à tout son entourage en se disant expert en économie à l'ONU[39].

### Théâtre
- Le Signal du promeneur, pièce de théâtre montée en mai 2012 par le Raoul collectif[40], évoque, entre autres, l'histoire de Jean-Claude Romand[41].
- 2016 : L'Adversaire de Frédéric Cherbœuf, adaptation du roman de Carrère.

### Émission radiophonique
- « Jean-Claude Romand, serial menteur » le 7 octobre 2014 dans L'Heure du crime de Jacques Pradel sur RTL.
- Fabrice Drouelle, « Six jours avec Jean-Claude Romand », émission de 54 min [], sur France Inter, Affaires sensibles, 18 septembre 2014 (consulté le 1er mai 2021).

### Musicographie
- La chanson Comme au cinéma, interprétée à la première personne par Erik Arnaud est inspirée de l'affaire Romand (sur son album de 2002 intitulé Comment je vis).